# Rete filoviaria di Salerno
La rete filoviaria di Salerno fu in esercizio nella città campana e nel suo circondario dal 1937 al 1987.

## Storia
Nel 1935 la Società anonima Tramvie elettriche della provincia di Salerno (TEPS) chiese la concessione per sostituire la vecchia rete tranviaria, divenuta obsoleta, con una serie di filovie:
- piazza della Stazione-Teatro Verdi;
- piazza Matteo Luciani-Porto;
- imbocco di via dei Principati nel corso Garibaldi-Fratte;
- piazza della Stazione-incrocio tra corso Vittorio Emanuele e via dei Principati.

La concessione fu approvata nel 1936; la prima linea urbana (la Porto-Fratte) venne attivata il 7 luglio 1937, e ad essa fecero subito seguito altre tratte urbane ed extraurbane.
Dopo la seconda guerra mondiale la rete venne ulteriormente estesa, raggiungendo l'estensione massima alla fine del 1957, quando con l'apertura del tratto Angri-Pompei Santuario la rete ebbe una lunghezza di oltre 79 km. Oltre alle linee urbane erano in esercizio le linee extraurbane per Battipaglia (20,5 km, aperta a partire dal 1943), Mercato San Severino (11,9 km, aperta nel 1946-47) e Pompei (28,2 km, aperta tra il 1939 e il 1957 in sostituzione di una tranvia), quest'ultima con una diramazione da Camerelle a Siano (8,6 km, aperta nel 1946).
L'esercizio della rete salernitana andò avanti alternando momenti negativi (come il fallimento della SOMETRA, azienda che gestiva il servizio, avvenuto nel 1965) e momenti positivi, dovuti all'acquisto di mezzi da altre reti filoviarie chiuse o in via di chiusura (Catania, Pisa, Trieste, Verona). Nel 1980 si procedette a ricostruire dieci filobus Lancia Esatau in servizio dal 1957-58, mentre l'anno successivo furono acquistati dalla Socimi quindici filobus (dieci extraurbani e cinque urbani).
Dal 1980, però, la rete iniziò a contrarsi, in seguito ai danni provocati dal terremoto dell'Irpinia: a fine 1984 chiusero le linee per Pompei, Battipaglia e Mercato San Severino. L'ultima linea a rimanere in esercizio fu l'extraurbana per Pompei, limitata a Pagani, chiusa definitivamente nell'agosto 1987 dopo aver svolto alcune corse estive tra il deposito di Pagani e Vietri sul Mare, prolungate talvolta al Teatro Verdi.
Tra il 2002 e il 2003 il consiglio comunale di Salerno prese in considerazione l'acquisto di dodici filobus per riattivare la linea per Battipaglia, ma non se ne fece niente; tra il 2004 e il 2005 il bifilare, già parzialmente smantellato negli anni novanta, fu definitivamente rimosso.

## Mezzi
| Numeri sociali | Costruzione | Radiazione | Telaio               | Carrozzeria          | Equipaggiamento elettrico | Note |
| -------------- | ----------- | ---------- | -------------------- | -------------------- | ------------------------- | --- |
| 1-12           | 1937        | entro 1967 | Fiat 635F/532        | Cansa                | CGE                       | Poi nn. 2 e 10 trasformati in filocarri                                                                                    |
| 101-112        | 1938        | entro 1967 | Fiat 635F/532        | Varesina             | CGE                       | Poi n. 108 trasformato in filocarro                                                                                        |
| 151-178        | 1940-1945   | entro 1972 | Alfa Romeo 110AF/9   | Casaro/SIAI          | CGE                       | |
| 001-007        | 1945        | 1966       | Fiat 668F/122        | Cansa                | CGE                       | 5 unità vendute nel 1966 ad Avellino                                                                                       |
| 201-204        | 1947        | 1965       | Fiat 672F/122        | Off. Carmagnola      | CGE                       | |
| 1001           | 1950        | 1965       | Alfa Romeo 900AF     | Sirio                | CGE                       | Filocorriera |
| 179-183        | 1955        | entro 1972 | Alfa Romeo 140AF     | Pistoiesi            | CGE                       | Un'unità (183) ceduta nel 1956 ad Avellino                                                                                 |
| 251-263        | 1957-1958   | 1980-1998  | Lancia Esatau 101.02 | Tubocar Casaro Mater | CGE                       | Tre unità radiate nel 1980, le altre ricostruite; il mezzo nº 260 è stato ceduto nel 1996 al Museo Nazionale dei Trasporti |
| 264            | 1961        | 1980       | Fiat 2411            | Cansa                | Marelli                   | Proveniente da Pisa, immessa in servizio dal 1968                                                                          |
| 265-270        | 1952        | 1980       | Alfa Romeo 900AF     | CRDA                 | TIBB                      | Provenienti da Trieste, immessa in servizio dal 1971                                                                       |
| 271            | 1951        | 1982       | Alfa Romeo 140AF     | Stanga               | TIBB                      | Proveniente da Trieste, immesse in servizio dal 1973                                                                       |
| 272-290        | 1952-1956   | 1973-1986  | Alfa Romeo 140AF     | CRDA                 | TIBB                      | Provenienti da Trieste, immesse in servizio tra il 1972 e il 1975                                                          |
| 294-303        | 1966        | 1987       | Fiat 2411            | Cansa                | CGE                       | Provenienti da Verona, immesse in servizio dal 1975                                                                        |
| 81-92          | 1962        | 1977-1983  | Fiat 2405            | Aerfer UTVES         | CGE                       | Provenienti da Catania, immesse in servizio dal 1967                                                                       |
| 60.01-60.10    | 1981        | 1987       | Iveco Fiat 2470      | Socimi 8801.LS       | Socimi                    | Allestimento suburbano. Demoliti nel 2001                                                                                  |
| 60.11-60.15    | 1981        | 1987       | Iveco Fiat 2470      | Socimi 8801.LU       | Socimi                    | Demoliti nel 2001 |